# Lobamba
Lobamba Szváziföld hagyományos fővárosa, az ország törvényhozásának és az anyakirálynőnek a székhelye. (Az adminisztratív főváros Mbabane.) Az ország nyugati részén, az Ezulwini nevű völgyben fekszik, Hhohho körzet területén, Mbabanétől 16 km-re. Lakossága mintegy 5800 fő.

## Fordítás
- Ez a szócikk részben vagy egészben a Lobamba című angol Wikipédia-szócikk ezen változatának fordításán alapul.  Az eredeti cikk szerkesztőit annak laptörténete sorolja fel. Ez a jelzés csupán a megfogalmazás eredetét és a szerzői jogokat jelzi, nem szolgál a cikkben szereplő információk forrásmegjelöléseként.